# 朱良 (正德進士)
朱良（15世纪—16世纪），字遂夫，浙江寧波府慈谿縣人，明朝政治人物。

## 生平
正德八年（1513年）癸酉科浙江鄉試第20名舉人，正德九年（1514年）联捷甲戌科二甲進士，授高邮州知州，嘉靖中任四川順慶府知府。歷官按察司副使、陕西布政司右參政。嘉靖二十四年五月升河南按察使。